# 오렌지 (2011년 영화)
《오렌지》(The Oranges)는 2011년 공개된 미국의 로맨틱 코미디 드라마 영화이다.

## 줄거리
뉴저지주 웨스트오렌지 교외. 가구 디자이너를 지망하는 버네사 월링의 부모님인 데이비드와 페이지는 길 건너에 사는 테리와 캐시 오스트로프 부부와 절친 사이이다. 오스트로프가의 내놓은 딸인 24살 니나가 약혼자와 끝을 내고 집으로 돌아오자 양가 어머니들은 니나를 버네사의 오빠 토비와 엮어주려고 한다. 하지만 니나는 데이비드와 불륜을 저지르고, 이를 계기로 양쪽 집이 함께 풍비박산이 나는 동시에 모두에게 새로운 인생에 시작된다.

## 출연
- 휴 로리 - 데이비드 월링 역
- 캐서린 키너 - 페이지 월링 역
- 애덤 브로디 - 토비 월링 역
- 앨리아 쇼캣 - 버네사 월링 역
- 올리버 플랫 - 테리 오스트로프 역
- 앨리슨 재니 - 캐시 오스트로프 역
- 레이턴 미스터 - 니나 오스트로프 역
- 아야 캐시 - 마이아 역
- 샘 로즌 - 이선 역
- 팀 기니 - 로저 역
- 캐시디 가드 - 서맨사 역
- 훈 리 - 헨리 역
- 하이디 크리스토퍼 - 메러디스 역
- 존 스레드니키 - 종업원 역
- 보이드 홀브룩

## 기타 제작진
- 배역: 진 매카시
- 미술: 댄 데이비스
- 세트: 알렉산드라 메이저
- 의상: 데이비드 C. 로빈슨